# Mameyes Arriba (Jayuya)
Mameyes Arriba es un barrio ubicado en el municipio de Jayuya en el estado libre asociado de Puerto Rico. En el Censo de 2010 tenía una población de 2,240 habitantes y una densidad poblacional de 90,89 personas por km².

## Geografía
Mameyes Arriba se encuentra ubicado en las coordenadas 18°15′45″N 66°34′39″O / 18.26250, -66.57750. Según la Oficina del Censo de los Estados Unidos, Mameyes Arriba tiene una superficie total de 24.65 km², de las cuales 24.64 km² corresponden a tierra firme y (0.01%) 0 km² es agua.

## Demografía
Según el censo de 2010, había 2,240 personas residiendo en Mameyes Arriba. La densidad de población era de 90,89 hab./km². De los 2,240 habitantes, Mameyes Arriba estaba compuesto por el 90.31% blancos, el 3.79% eran afroamericanos, el 0.54% eran amerindios, el 0.04% eran asiáticos, el 3.62% eran de otras razas y el 1.7% pertenecían a dos o más razas. Del total de la población el 99.82% eran hispanos o latinos de cualquier raza.